# Eochaid IV Apthach
Eochaid IV Apthach („Śmiertelny“ lub „Gwałtowny“) – legendarny zwierzchni król Irlandii z dynastii Milezjan (linia Itha, stryja Mileda) w latach 518-517 p.n.e. Syn Finna (Fionna), w ósmym stopniu potomka Lugaida, syna Itha, teścia i krewnego Eremona, zwierzchniego króla Irlandii.
Eochaid pochodził z Corcu Loígde (Corco Laigde) w hrabstwie Cork. Był on początkowo kapitanem pierwszej straży królewskiej. Według średniowiecznej irlandzkiej legendy i historycznej tradycji, objął zwierzchnią władzę w wyniku zabójstwa arcykróla Bresa Ri w Carn Conluain. Za jego panowania, trwającego jeden rok, była wielka niemoc w całym kraju, bowiem szerzyła się plaga każdego miesiąca. Eochaid zginął z ręki Finna, syna Blathy (Brathy), prawnuka Ollama Fodly, zwierzchniego króla Irlandii.

## Potomstwo
Eochaid pozostawił po sobie syna:
- Congal, miał syna:
  - Eochaid, miał syna:
    - Eithiur, miał syna:
      - Dondach, miał syna:
        - Eochaid, miał syna:
          - Log Luath, miał syna:
            - Lugaid, miał syna:
              - Cairpre, miał syna:
                - Eochaid, miał córkę:
                  - Roich, miała dwóch synów z mężem Rossą Ruadem, synem Rudraige’a I Mora, króla Ulsteru i zwierzchniego króla Irlandii:
                    - Sualtam, żonaty z Deichtine, córką Cathbada, synem Congala I Clairingnecha, króla Ulsteru i zwierzchniego króla Irlandii
                    - Fergus II mac Roich (Mor), przyszły król Ulsteru